# 张学斌 (棋手)
张学斌（1985年1月17日—），中国天津市人，围棋职业六段棋手。他1997年入段，2007年升为六段。2003年进入第9届NEC杯本赛，2005年获全国围棋个人赛男子甲组第6名，2007年进入第4届倡棋杯本赛。2001年代表天津队，2003年、2004年、2006年和2007年代表山东队参加围甲联赛。目前担任野狐研究会总教练。